# Den Haag Hollands Spoor

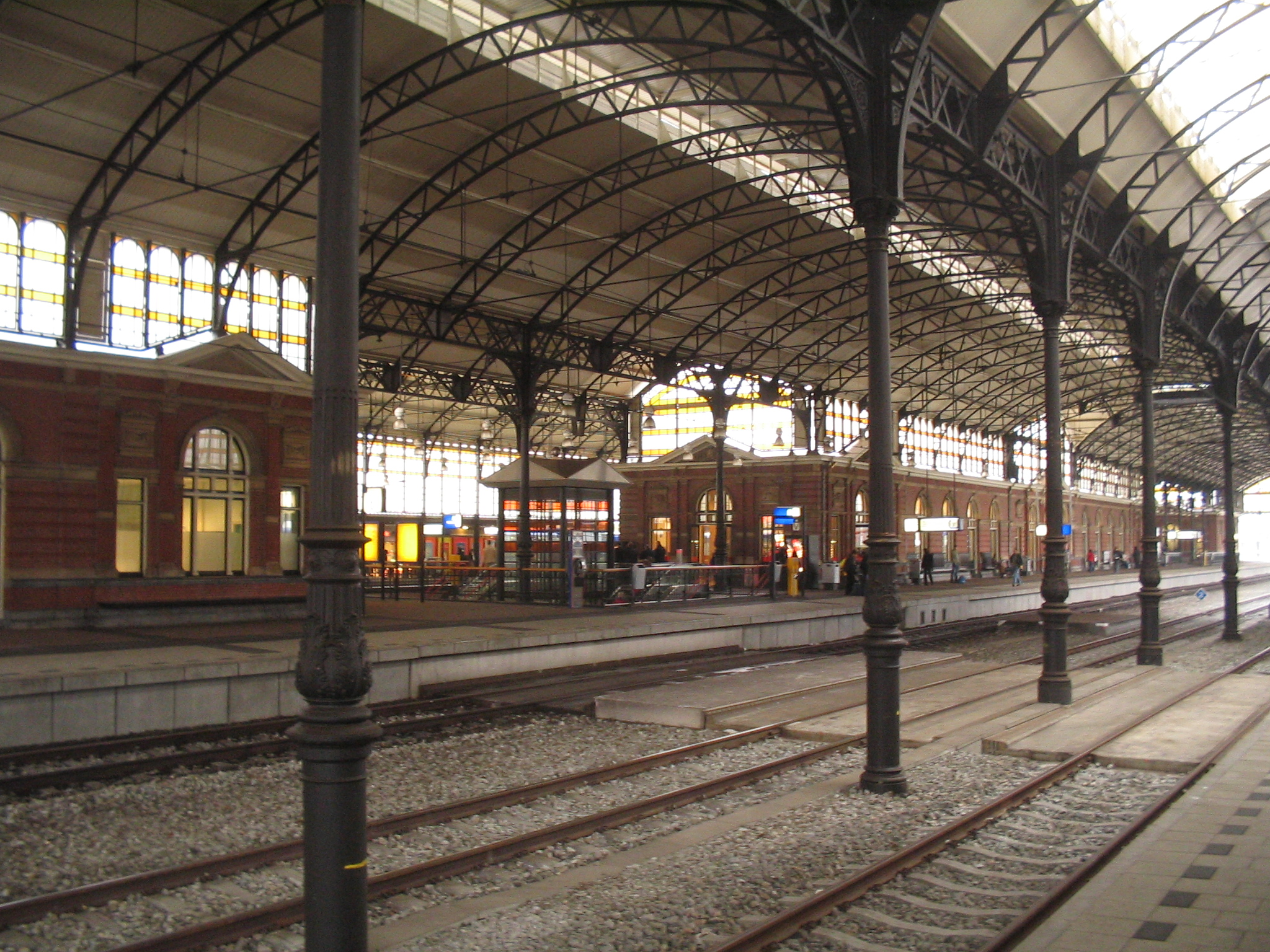
Widok na perony

Den Haag Hollands Spoor (Den Haag HS) (Haga Koleje Holenderskie) – najstarszy dworzec kolejowy w Hadze. Otwarty w 1843. Budynek dworca powstał w 1891.
Na stacji zatrzymują się wszystkie pociągi przejeżdżające przez Hagę, a także część kończących bieg w mieście. Dla tych ostatnich stacją końcową jest otwarta w 1975 Den Haag Centraal.
| Den Haag Hollands Spoor                                |  |                                       |
| Linia Amsterdamm Centraal – Rotterdam Centraal (61 km) |  |                                       |
| Den Haag Moerwijkodległość: 2 km                       |  | Den Haag Laan van NOI odległość: 2 km |